# Michel Laguerre-Basse
Pour les articles homonymes, voir Laguerre.
Michel Laguerre-Basse, né le 5 octobre 1948 à Montaut (Basses-Pyrénées) et mort le 22 mai 1992 à Pau, est un joueur français de rugby à XV, qui a joué avec le Stade bagnérais au poste de pilier (1,81 m pour 94 kg).
Il exerçait la profession d'agriculteur. 

## Carrière de joueur
- US Coarraze Nay
- Stade bagnérais

## Palmarès
Avec le Stade bagnérais
- Championnat de France de première division :
  - Vice-champion (2) : 1979 et 1981